# Diplocotidus formicola
Diplocotidus formicola là một loài bọ cánh cứng trong họ Ptinidae. Loài này được Peringuey miêu tả khoa học năm 1899.